# ソユーズTM-6
ソユーズTM-6は、ロシアの宇宙ステーションミールへの6度目の往来である。

## 乗組員
打上げ時：
- ウラジーミル・リャコフ(3)
- ワレリー・ポリャコフ(1)
- アブドゥル・アフド・ムハンマド(1) - アフガニスタン

帰還時：
- ウラジミール・チトフ(3)
- ムーサ・マナロフ(1)
- ジャン＝ルー・クレティエン(2) - フランス

## ミッションハイライト
ワレリー・ポリャコフは、ムハンマドとリャホフがソユーズTM-5で地球に戻った時、ムーサ・マナロフ、ウラジミール・チトフとともにミールに残った。
この時の乗組員は通常からはかなり特異な編成であった。機長のウラジミール・リャホフは、ミールから2人の宇宙飛行士を救出するために1人でソユーズに乗りこみ、フライトエンジニアはおらず、他の2人は経験のない科学者であった。1人は、残りの期間チトフとマナロフの健康を観察するためにミールに残ったヴァレリー・ポリャコフ博士で、もう1人はアフガニスタンからのインターコスモスの参加者だった。ムハンマドの実験プログラムは、「シャムシャド」と呼ばれる一連のアフガニスタンの観察で占められていた。ソビエト連邦のフライトコントロールは、ムハンマドにフライトの進行を邪魔してほしくなかった。9月5日、地球への帰還中にソユーズTM-5は、コンピュータのソフトウェアとセンサーの問題に見舞われ、再突入ロケットの噴射が止まってしまった。リャホフは位置と高度をすぐにチェックし、どこも悪いところはないと判断して燃焼プログラムを再起動した。しかしロケットは再び燃焼を停止し、リャホフは地上からの指示を待つことを決意した。その間、ムハンマドは、ロケットの噴射が停止していても再突入プログラムは作動し続けており、あと数分で再突入モジュールが軌道モジュールから切り離され、宇宙空間に放り出されることになるということに気付いた。彼はリャホフに警告し、分離の1分前にリャホフはプログラムを停止した。これにより、彼らの地球への帰還は予定より1日遅れることとなった。